# Sara Sorribes Tormo
Pour les articles homonymes, voir Tormo.
Sorribes  Tormo est un nom espagnol. Le premier nom de famille, en général paternel, est Sorribes ; le second, en général maternel, souvent omis, est Tormo.
Sara Sorribes Tormo, née le 8 octobre 1996 à La Vall d'Uixó, est une joueuse de tennis espagnole, professionnelle depuis 2012.
À ce jour, elle a remporté deux titres en simple et six titres en double dames sur le circuit WTA.

## Biographie
Sara Sorribes est issue d'une famille liée au tennis, sa mère occupant le poste d'entraîneur dans le club local. Elle s'initie au maniement d'une raquette de tennis dès l'âge de 2 ans. En 2011, Sara Sorribes devient la plus jeune Espagnole à obtenir 1 point WTA. Elle a comme références David Ferrer et Caroline Wozniacki.
Chez les juniors, elle atteint en 2013 la finale du double filles de l'US Open, associée à Belinda Bencic, où elle s'incline contre les Tchèques Barbora Krejčíková et Kateřina Siniaková. En 2014, elle est championne d'Europe junior en simple et vice-championne en double. Elle évolue ensuite principalement sur le circuit ITF sur lequel elle remporte 9 titres en simple et 4 en double.
En avril 2015, elle est sélectionnée dans l'équipe d'Espagne pour affronter l'Argentine en barrages de la Fed Cup. Elle remporte son premier match contre Paula Ormaechea pour lancer son équipe vers le maintien dans le groupe mondial. Elle commence à passer les qualifications et à entrer dans quelques tournois WTA avant de se faire remarquer en 2017 en éliminant Ekaterina Makarova au premier tour du tournoi d'Indian Wells, puis en atteignant les demi-finales du tournoi de Bogota en avril et de Gstaad en juillet.

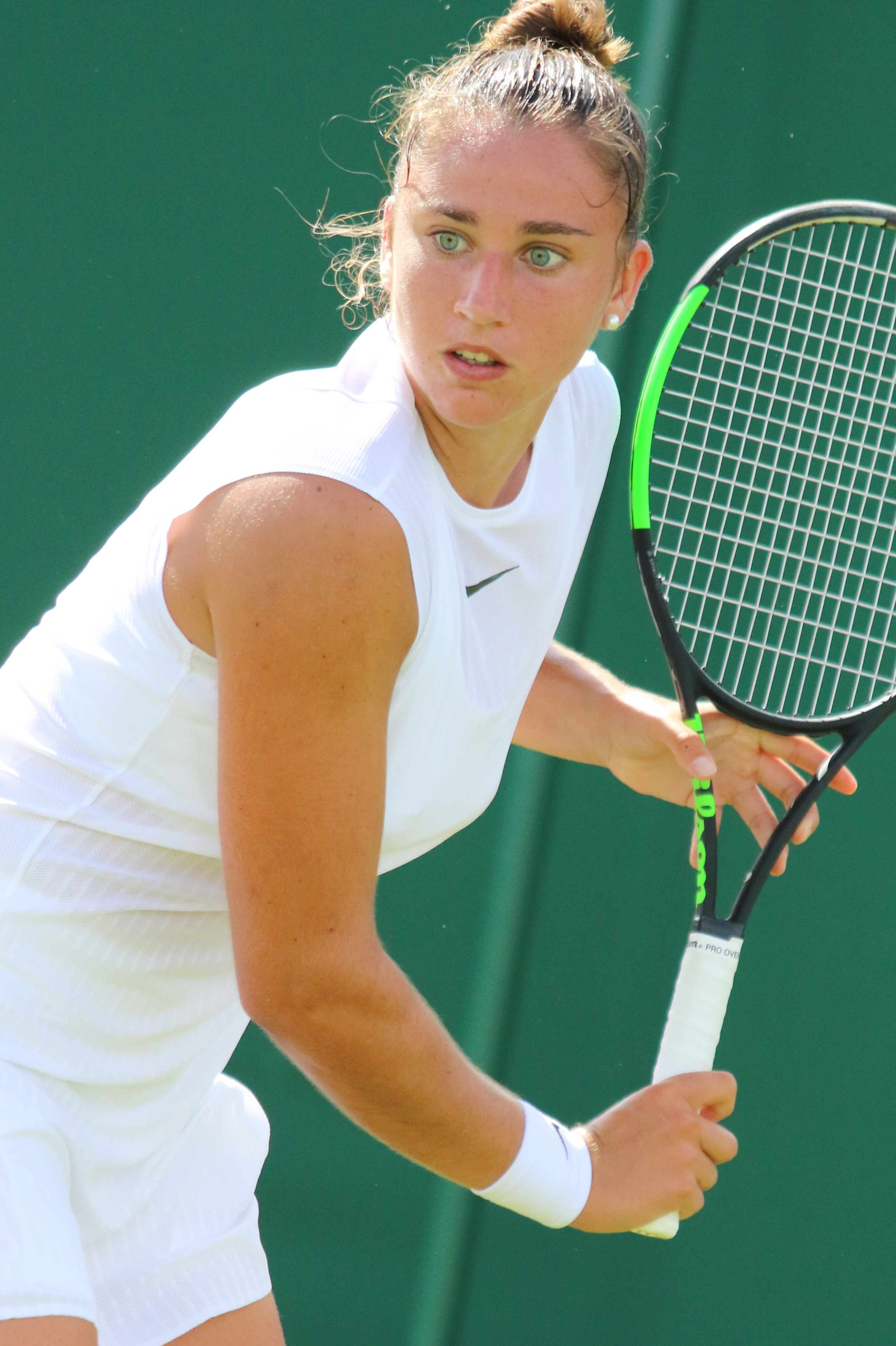
Sara Sorribes Tormo à Wimbledon en 2017

En 2018, elle remporte le tournoi de Monterrey en double avec Naomi Broady.

### Premiers titres WTA
Le 13 mars 2021, Sara Sorribes Tormo remporte son premier titre sur le circuit WTA lors de l'Abierto Zapopan 2021, battant en finale la Canadienne Eugenie Bouchard en deux sets (6-2, 7-5).
Lors des Jeux olympiques de Tokyo, elle bat au premier tour Ashleigh Barty (numéro 1 mondiale) en deux sets (6-4, 6-3). Il s'agit de sa seconde victoire sur une top 10 après celle sur Naomi Osaka en 2020 (classée alors 10e mondiale), lors de la Fed Cup 2020. Elle devient la sixième joueuse espagnole à avoir battu une joueuse numéro 1 mondiale en exercice, après Arantxa Sánchez Vicario, Conchita Martínez, Virginia Ruano Pascual, Garbiñe Muguruza et Paula Badosa.
En 2023, elle parvient pour la première fois de sa carrière en huitième de finale d'un tournoi du Grand Chelem à Roland-Garros. Elle bat pour cela l'invité Française Clara Burel (7-6, 6-2) et la Croate Petra Martić (6-4, 6-1). Elle profite du forfait d'une des favorites, la Kazakhe Elena Rybakina pour aller en deuxième semaine mais s'incline logiquement face à la Brésilienne Beatriz Haddad Maia (7-6, 3-6, 5-7) après un âpre combat de 3 h 51. C'est le troisième plus long match de l'histoire du tournoi et le plus long depuis près de trente ans.
En août de la même année, elle est vaincue aux qualifications de Cleveland mais est repêchée et profite de l'abandon de la spécialiste de double Kateřina Siniaková au premier tour pour accéder au second. Elle y rencontre Veronika Kudermetova, 16e joueuse mondiale qu'elle élimine facilement (6-4, 6-1), puis enchaîne avec une victoire sur l'ancienne numéro trois Sloane Stephens (6-1, 6-3). Parvenue en demi-finale, elle sort l'Allemande Tatjana Maria (6-4, 6-3) et file en finale affronter la Russe Ekaterina Alexandrova, qu'elle renverse en trois sets pour remporter son second titre sur le circuit professionnel (3-6, 6-4, 6-4).
Accompagnée de Cristina Bucșa, Sara Sorribes est médaillée de bronze en double lors des Jeux olympiques de Paris 2024.
En septembre 2024, sa victoire en 4 h 15 contre la Chinoise Gao Xinyu (6-7, 7-5, 7-5) au premier tour du tournoi de Pékin est à ce moment-là la quatrième rencontre la plus longue du circuit féminin depuis le début de l'ère Open. Joueuse réputée pour sa résistance, elle a à cette date disputé 26 rencontres ayant dépassé les trois heures, un total élevé pour une joueuse de sa génération. Les Russes Veronika Kudermetova et Daria Kasatkina, qui sont les natives de 1997 suivant Sorribes dans cette statistique, en comptent alors respectivement 10 et 5 en carrière.
Elle remporte en avril 2025 son sixième titre WTA en double à Bogota. En avril, elle contribue à la qualification de l'Espagne pour la phase finale de la Coupe Billie Jean King en remportant son match de simple et son match de double face au Brésil. Quelques jours plus tard, la joueuse, classée 85e mondiale en simple, annonce se mettre en retrait du tennis pour une durée indéterminée. Elle déclare « souffrir depuis plusieurs mois » sur les plans physique et mental.

## Palmarès

### Titres en simple dames
| No | Date       | Nom et lieu du tournoi        | Catégorie | Dotation  | Surface    | Finaliste             | Score         |          |
| -- | ---------- | ----------------------------- | --------- | --------- | ---------- | --------------------- | ------------- | -------- |
| 1  | 08-03-2021 | Abierto Zapopan 2021, Zapopan | WTA 250   | 235 238 $ | Dur (ext.) | Eugenie Bouchard      | 6-2, 7-5      | Parcours |
| 2  | 20-08-2023 | Tennis in the Land, Cleveland | WTA 250   | 259 303 $ | Dur (ext.) | Ekaterina Alexandrova | 3-6, 6-4, 6-4 | Parcours |

### Finale en simple dames
Aucune

### Titres en double dames
| No | Date       | Nom et lieu du tournoi                            | Catégorie | Dotation    | Surface      | Partenaire             | Finalistes                                | Score            |          |
| -- | ---------- | ------------------------------------------------- | --------- | ----------- | ------------ | ---------------------- | ----------------------------------------- | ---------------- | -------- |
| 1  | 02-04-2018 | Abierto GNP Seguros Monterrey                     | Intern'l  | 250 000 $   | Dur (ext.)   | Naomi Broady           | Desirae Krawczyk Giuliana Olmos           | 3-6, 6-4, [10-8] | Parcours |
| 2  | 29-04-2019 | Grand Prix De SAR La Princesse Lalla Meryem Rabat | Intern'l  | 226 750 $   | Terre (ext.) | M. J. Martínez Sánchez | Georgina García Pérez Oksana Kalashnikova | 7-5, 6-1         | Parcours |
| 3  | 18-04-2022 | TEB BNP Paribas Istanbul Championship Istanbul    | WTA 250   | 251 750 $   | Terre (ext.) | Marie Bouzková         | Natela Dzalamidze Kamilla Rakhimova       | 6-3, 6-4         | Parcours |
| 4  | 30-09-2023 | China Open Pékin                                  | WTA 1000  | 8 127 389 $ | Dur (ext.)   | Marie Bouzková         | Chan Hao-ching Giuliana Olmos             | 3-6, 6-0, [10-4] | Parcours |
| 5  | 23-04-2024 | Mutua Madrid Open Madrid                          | WTA 1000  | 8 770 480 $ | Terre (ext.) | Cristina Bucșa         | Barbora Krejčíková Laura Siegemund        | 6-0, 6-2         | Parcours |
| 6  | 31-03-2025 | Copa Colsanitas Zurich Bogota                     | WTA 250   | 275 094 $   | Terre (ext.) | Cristina Bucșa         | Irina Maria Bara Laura Pigossi            | 5-7, 6-2, [10-5] | Parcours |

### Finale en double dames
| No | Date       | Nom et lieu du tournoi | Catégorie | Dotation  | Surface      | Vainqueures                      | Partenaire             | Score    |          |
| -- | ---------- | ---------------------- | --------- | --------- | ------------ | -------------------------------- | ---------------------- | -------- | -------- |
| 1  | 17-06-2019 | Mallorca Open Calvià   | Intern'l  | 226 750 $ | Gazon (ext.) | Kirsten Flipkens Johanna Larsson | M. J. Martínez Sánchez | 6-2, 6-4 | Parcours |

### Finale en simple en WTA 125
| No | Date       | Nom et lieu du tournoi | Catégorie | Dotation  | Surface      | Vainqueure      | Score    |          |
| -- | ---------- | ---------------------- | --------- | --------- | ------------ | --------------- | -------- | -------- |
| 1  | 04-06-2019 | Croatia Bol Open, Bol  | WTA 125   | 115 000 $ | Terre (ext.) | Tamara Zidanšek | 7-5, 7-5 | Parcours |

### Titre en double en WTA 125
| No | Date       | Nom et lieu du tournoi        | Catégorie | Dotation  | Surface    | Partenaire            | Finalistes                                | Score     |          |
| -- | ---------- | ----------------------------- | --------- | --------- | ---------- | --------------------- | ----------------------------------------- | --------- | -------- |
| 1  | 16-12-2019 | Engie Open de Limoges Limoges | WTA 125   | 115 000 $ | Dur (int.) | Georgina García Pérez | Ekaterina Alexandrova Oksana Kalashnikova | 6-2, 7-63 | Parcours |

## Parcours en Grand Chelem

### En simple dames
| Année | Open d'Australie | Open d'Australie  | Internationaux de France | Internationaux de France | Wimbledon       | Wimbledon          | US Open         | US Open             |
| ----- | ---------------- | ----------------- | ------------------------ | ------------------------ | --------------- | ------------------ | --------------- | ------------------- |
| 2015  | —                | —                 | Q1                       | Shahar Peer              | Q2              | Yang Zhaoxuan      | —               | —                   |
| 2016  | Q2               | Zhu Lin           | 1er tour (1/64)          | A. Pavlyuchenkova        | Q1              | Irina Khromacheva  | Q3              | Kristína Kučová     |
| 2017  | 1er tour (1/64)  | Karolína Plíšková | 1er tour (1/64)          | Timea Bacsinszky         | 1er tour (1/64) | Naomi Osaka        | 1er tour (1/64) | Kurumi Nara         |
| 2018  | —                | —                 | Q2                       | Grace Min                | 2e tour (1/32)  | C. Suárez Navarro  | 1er tour (1/64) | Daria Gavrilova     |
| 2019  | 1er tour (1/64)  | Anett Kontaveit   | 2e tour (1/32)           | Sloane Stephens          | 1er tour (1/64) | Caroline Wozniacki | 1er tour (1/64) | Anett Kontaveit     |
| 2020  | 2e tour (1/32)   | Anett Kontaveit   | 1er tour (1/64)          | Simona Halep             | Annulé          | Annulé             | 2e tour (1/32)  | Elise Mertens       |
| 2021  | 1er tour (1/64)  | Daria Gavrilova   | 1er tour (1/64)          | Zheng Saisai             | 2e tour (1/32)  | Angelique Kerber   | 3e tour (1/16)  | Emma Raducanu       |
| 2022  | 2e tour (1/32)   | Marta Kostyuk     | —                        | —                        | 2e tour (1/32)  | Harmony Tan        | 1er tour (1/64) | Viktória Kužmová    |
| 2023  | —                | —                 | 1/8 de finale            | Beatriz Haddad Maia      | 2e tour (1/32)  | Iga Świątek        | 2e tour (1/32)  | Wang Xinyu          |
| 2024  | 1er tour (1/64)  | Alina Korneeva    | 1er tour (1/64)          | Bianca Andreescu         | 1er tour (1/64) | Jasmine Paolini    | 2e tour (1/32)  | Beatriz Haddad Maia |
| 2025  | Q2               | Maddison Inglis   | —                        | —                        |                 |                    |                 |                     |

N.B. : à droite du résultat se trouve le nom de l'ultime adversaire.

### En double dames
| Année | Open d'Australie                                                                       | Open d'Australie                                                                 | Internationaux de France                                                                 | Internationaux de France                                                                 | Wimbledon                                                                                | Wimbledon                                                                         | US Open                                                                    | US Open |
| ----- | -------------------------------------------------------------------------------------- | -------------------------------------------------------------------------------- | ---------------------------------------------------------------------------------------- | ---------------------------------------------------------------------------------------- | ---------------------------------------------------------------------------------------- | --------------------------------------------------------------------------------- | -------------------------------------------------------------------------- | ------- |
| 2017  | —                                                                                      | —                                                                                | —                                                                                        | —                                                                                        | —                                                                                        | —                                                                                 | 1/8 de finale S. Cîrstea \|\| style="text-align:left;" \| S. Mirza Peng S. |         |
| 2018  | —                                                                                      | —                                                                                | 1/8 de finale S. Cîrstea \|\| style="text-align:left;" \| Chan H.-c. Yang Z.             | 1er tour (1/32) S. Cîrstea \|\| style="text-align:left;" \| E. Mertens D. Schuurs        | 1er tour (1/32) S. Cîrstea \|\| style="text-align:left;" \| L. Kichenok L. Siegemund     |                                                                                   |                                                                            |         |
| 2019  | —                                                                                      | —                                                                                | 2e tour (1/16) M.J. Martínez \|\| style="text-align:left;" \| N. Kichenok A. Spears      | —                                                                                        | —                                                                                        | 1/8 de finale V. Golubic \|\| style="text-align:left;" \| E. Mertens A. Sabalenka |                                                                            |         |
| 2020  | 2e tour (1/16) G. García Pérez \|\| style="text-align:left;" \| J. Brady C. Dolehide   | —                                                                                | —                                                                                        | Annulé                                                                                   | Annulé                                                                                   | 1er tour (1/16) R. Olaru \|\| style="text-align:left;" \| L. Hradecká A. Klepač   |                                                                            |         |
| 2021  | 1er tour (1/32) M. Bouzková \|\| style="text-align:left;" \| K. Bondarenko N. Kichenok | 1er tour (1/32) M. Bouzková \|\| style="text-align:left;" \| M. Ninomiya Yang Z. | 2e tour (1/16) P. Badosa \|\| style="text-align:left;" \| C. Gauff C. McNally            | —                                                                                        | —                                                                                        |                                                                                   |                                                                            |         |
| 2022  | 1/4 de finale K. Flipkens \|\| style="text-align:left;" \| V. Kudermetova E. Mertens   | —                                                                                | —                                                                                        | 1/8 de finale K. Flipkens \|\| style="text-align:left;" \| B. Krejčíková K. Siniaková    | 1/4 de finale K. Flipkens \|\| style="text-align:left;" \| N. Melichar-Martinez E. Perez |                                                                                   |                                                                            |         |
| 2023  | —                                                                                      | —                                                                                | 1/4 de finale M. Bouzková \|\| style="text-align:left;" \| N. Melichar-Martinez E. Perez | 1/2 finale M. Bouzková \|\| style="text-align:left;" \| Hsieh S.-w. B. Strýcová          | 1er tour (1/32) A. Gámiz \|\| style="text-align:left;" \| L. Kichenok J. Ostapenko       |                                                                                   |                                                                            |         |
| 2024  | 1er tour (1/32) M. Bouzková \|\| style="text-align:left;" \| C. Bucșa A. Panova        | 2e tour (1/16) M. Bouzková \|\| style="text-align:left;" \| M. Kostyuk E.G. Ruse | 2e tour (1/16) M. Bouzková \|\| style="text-align:left;" \| C. Garcia K. Mladenovic      | 1/8 de finale M. Bouzková \|\| style="text-align:left;" \| N. Melichar-Martinez E. Perez |                                                                                          |                                                                                   |                                                                            |         |
| 2025  | 1/4 de finale K. Rakhimova \|\| style="text-align:left;" \| M. Andreeva D. Shnaider    | —                                                                                | —                                                                                        |                                                                                          |                                                                                          |                                                                                   |                                                                            |         |

N.B. : le nom de la partenaire se trouve sous le résultat ; les noms des ultimes adversaires se trouvent à droite.

## Parcours en «Premier» et WTA 1000
Les tournois WTA « Premier Mandatory » et « Premier 5 » (entre 2009 et 2020) et WTA 1000 (à partir de 2021) constituent les catégories d'épreuves les plus prestigieuses, après les quatre levées du Grand Chelem. 

De 2009 à 2023, les tournois Premier Mandatory (dits tournois WTA 1000 obligatoires entre 2021 et 2023) regroupent Indian Wells, Miami, Madrid et Pékin, les autres constituant les tournois Premier 5 (tournois WTA 1000 non-obligatoires). À partir de 2024, le nombre de tournois WTA 1000 passe à 10 par saison (fin de l’alternance Doha / Dubaï), ces derniers devenant tous obligatoires et offrant tous 1000 points à la vainqueure (contre 900 points précédemment pour les tournois Premier 5).

### En simple dames
| Année |       |                |                |                              |                            |                                   |                                  |                             |                          |                            |  |                            |
| Doha  | Dubaï | Indian Wells   | Miami          | Madrid                       | Rome                       | Canada                            | Cincinnati                       | Pékin                       |                          | Wuhan                      |  |                            |
| Doha  | Dubaï | Indian Wells   | Miami          | Madrid                       | Rome                       | Canada                            | Cincinnati                       | Pékin                       | Guadalajara              |                            |  |                            |
| Doha  | Dubaï | Indian Wells   | Miami          | Madrid                       | Rome                       | Canada                            | Cincinnati                       | Pékin                       |                          |                            |  |                            |
| 2016  |       |                | Hors catégorie |                              |                            | 1er tour (1/32) A. Pavlyuchenkova |                                  |                             |                          |                            |  |                            |
| 2017  |       | Hors catégorie |                | 2e tour (1/32) A. Radwańska  |                            | 1er tour (1/32) S. Stosur         |                                  |                             |                          |                            |  |                            |
| 2018  |       |                | Hors catégorie | 1er tour (1/64) C. Bellis    |                            | 2e tour (1/16) Kr. Plíšková       |                                  |                             |                          |                            |  | 1er tour (1/32) V. Golubic |
| 2019  |       | Hors catégorie |                |                              | 2e tour (1/32) D. Vekić    | 2e tour (1/16) N. Osaka           |                                  |                             |                          |                            |  |                            |
|       |       |                |                |                              |                            |                                   |                                  |                             |                          |                            |  |                            |
| 2021  |       | Hors catégorie |                | 2e tour (1/32) A. Kalinskaya | 1/4 de finale B. Andreescu | 1er tour (1/32) S. Halep          | 2e tour (1/16) A. Sabalenka      | 1/4 de finale Ka. Plíšková  |                          | Annulé                     |  | Annulé                     |
| 2022  |       |                | Hors catégorie | 3e tour (1/16) P. Badosa     | 2e tour (1/32) K. Kanepi   | 1/4 de finale J. Pegula           | 1er tour (1/32) N. Párrizas Diaz | 2e tour (1/16) A. Sabalenka | 1er tour (1/32) A. Riske | Hors calendrier            |  |                            |
| 2023  |       | Hors catégorie |                |                              |                            |                                   |                                  |                             |                          | 1er tour (1/32) I. Świątek |  |                            |
| 2024  |       |                |                | 1er tour (1/64) M. Bouzková  | 1er tour (1/64) A. Rus     | 4e tour (1/8) I. Świątek          | 3e tour (1/16) J. Ostapenko      |                             |                          | 2e tour (1/32) M. Keys     |  |                            |

Sous le résultat, l’ultime adversaire.
1. 1 2   Les tournois de Doha et Dubaï alternent le statut de tournoi WTA 1000 (ex Premier 5) entre 2009 et 2023 : les trois premières éditions ont lieu à Dubaï, les trois suivantes à Doha, puis Dubaï accueille le tournoi de cette catégorie les années impaires et Dubaï les années paires. De 2011 à 2023, la ville qui n’accueille pas de WTA 1000 organise à la place un tournoi WTA 500 (ex Premier).
2. 1 2 3 4 5 6 7   L’ordre de déroulement des tournois a évolué depuis 2009 : Rome se dispute avant Madrid et Cincinnati avant Montréal/Toronto jusqu’en 2010, tandis que Tokyo/Wuhan/Guadalajara ont lieu avant Pékin jusqu’en 2023.
3. 1 2  Du fait de la pandémie de Covid-19, les tournois d’Indian Wells, de Miami, de Madrid, du Canada, de Wuhan et de Pékin sont annulés en 2020. Ces deux derniers le sont également en 2021. Pour des raisons d’organisation, le tournoi de Cincinnati 2020 a exceptionnellement lieu à Flushing Meadows à New York.
4. ↑  Le 1er décembre 2021, le président de la WTA, Steve Simon, annonce que tous les tournois prévus en Chine et à Hong Kong sont suspendus à partir de 2022, en raison de préoccupations concernant la sécurité et le bien-être de la joueuse de tennis chinoise Peng Shuai après ses allégations de relations sexuelles non-consenties avec Zhang Gaoli, membre de haut rang du Parti communiste chinois. Le tournoi de Pékin revient en 2023. Le tournoi de Guadalajara remplace celui de Wuhan pendant deux ans, ce dernier réapparaissant en 2024.

## Parcours aux Jeux olympiques

### En simple dames
| # | Date       | Nom de l'olympiade         | Surface             | Résultat        | Ultime adversaire  | Score          |          |
| - | ---------- | -------------------------- | ------------------- | --------------- | ------------------ | -------------- | -------- |
| 1 | 31/07/2021 | Olympic Tennis Event Tokyo | Dur (ext.)          | 1/8e de finale  | A. Pavlyuchenkova  | 6-1, 6-3       | Parcours |
| 2 | 27/07/2024 | Olympic Tennis Event Paris | Terre battue (ext.) | 1er tour (1/32) | Barbora Krejčíková | 4-6, 6-0, 7-63 | Parcours |

### En double dames
| # | Date       | Nom de l'olympiade         | Surface             | Résultat      | Partenaire     | Ultimes adversaires                   | Score            |          |
| - | ---------- | -------------------------- | ------------------- | ------------- | -------------- | ------------------------------------- | ---------------- | -------- |
| 1 | 31/07/2021 | Olympic Tennis Event Tokyo | Dur (ext.)          | 1/8 de finale | Paula Badosa   | Barbora Krejčíková Kateřina Siniaková | 6-2, 5-7, [10-5] | Parcours |
| 2 | 27/07/2024 | Olympic Tennis Event Paris | Terre battue (ext.) | Bronze        | Cristina Bucșa | Karolína Muchová Linda Nosková        | 6-2, 6-2         | Parcours |

### En double mixte
| # | Date       | Nom de l'olympiade         | Surface             | Résultat       | Partenaire        | Ultimes adversaires       | Score    |          |
| - | ---------- | -------------------------- | ------------------- | -------------- | ----------------- | ------------------------- | -------- | -------- |
| 1 | 27/07/2024 | Olympic Tennis Event Paris | Terre battue (ext.) | 1er tour (1/8) | Marcel Granollers | Ellen Perez Matthew Ebden | 6-3, 6-4 | Parcours |

## Parcours en Fed Cup
| #                                                           | Date       | Lieu       | Surface    | Gagnante(s) | Perdante(s)         | Score    |          |
| ----------------------------------------------------------- | ---------- | ---------- | ---------- | ----------- | ------------------- | -------- | -------- |
|                                                             |            |            |            |             |                     |          |          |
| 2019 - 1er tour (groupe mondial II) - Japon - Espagne - 2-3 |            |            |            |             |                     |          |          |
| 1                                                           | 09/02/2019 | Kitakyūshū | Dur (int.) | Nao Hibino  | Sara Sorribes Tormo | 6-4, 6-2 | Parcours |

## Classements WTA en fin de saison
| Année          | 2011 | 2012 | 2013 | 2014 | 2015 | 2016 | 2017 | 2018 | 2019 | 2020 | 2021 | 2022 | 2023 | 2024 |
| Rang en simple | 1061 | 509  | 329  | 276  | 164  | 106  | 99   | 87   | 83   | 66   | 36   | 66   | 50   | 106  |
| Rang en double | –    | 699  | 997  | 371  | 1111 | 267  | 152  | 84   | 64   | 52   | 103  | 38   | 33   | 46   |

Source : (en) Classements de Sara Sorribes Tormo sur le site officiel de la Fédération internationale de tennis

## Victoires sur le top 10
Toutes ses victoires sur des joueuses classées dans le top 10 de la WTA lors de la rencontre.
| Légende         |
| Grand Chelem    |
| Jeux olympiques |
| WTA 1000        |
| WTA 500         |
| WTA 250         |
| Fed Cup         |

| # | Rang  |  | Tournoi         | Année | Surface      |  | Adversaire     | Rang  | Tour           | Score    | Tableau |
| - | ----- |  | --------------- | ----- | ------------ |  | -------------- | ----- | -------------- | -------- | ------- |
| 1 | no 78 |  | Fed Cup         | 2020  | Terre battue |  | Naomi Osaka    | no 10 | Qualifications | 6-0, 6-3 | Tableau |
| 2 | no 47 |  | Jeux olympiques | 2021  | Dur          |  | Ashleigh Barty | no 1  | 1/32           | 6-4, 6-3 | Tableau |